# Colonia 12 Stelle
La colonia 12 stelle è una struttura destinata ai soggiorni marini per bambini ed adolescenti della provincia autonoma di Bolzano, che sorge nel comune di Cesenatico. Costruita su progetto dello studio tecnico del geom. Elvio Laitempergher di Bolzano in collaborazione con lo studio dell'ing. Guido Tomasi di Rovereto, aprì nel 1953 e venne edificata su iniziativa della Diocesi di Trento (di cui la città di Bolzano, allora, faceva parte; la Diocesi di Bolzano-Bressanone venne istituita solamente nel 1964). La sua costruzione venne finanziata per metà dalla Regione Trentino-Alto Adige. Fu data in gestione ad un ente caritativo diocesano, l'ODAR - Opera Diocesana di Assistenza Religiosa, che ne divenne anche il proprietario.

## La colonia estiva: scopi e peculiarità
La colonia 12 stelle fu una delle prime strutture del genere ad essere costruita nella storia italiana. Per motivazioni sociali e sanitarie era destinata anzitutto a bambini e adolescenti delle classi più povere tra i quali, all'epoca, erano ancora molto diffuse patologie da malnutrizione, rachitismo, linfatismo. Si trattava quindi di bambini provenienti da una città di montagna che avrebbero potuto trarre un grande giovamento da un periodo di soggiorno marittimo, durante il quale avrebbero ricevuto un'alimentazione adeguata (la qual cosa, all'epoca, non era affatto scontata, soprattutto in famiglie povere).
Inoltre, fino alla fine degli anni '60, le colonie estive erano per le classi meno abbienti l'unica possibilità per offrire una vacanza estiva per i bambini.
La decisione di maggior interesse fu quella di destinare la colonia a bambini e ragazzi di tutti i gruppi linguistici, anche se i bambini ospitati erano in larga prevalenza di lingua italiana.
In quegli anni, e per molto tempo a venire, la prassi normale, in Alto Adige, prevedeva una rigida "separazione etnica" tra persone di madrelingua tedesca da quelle di madrelingua italiana.
Bisogna ricordare che i rapporti tra gruppi etnici, in Alto Adige, furono segnati da forti tensioni sino alla fine degli anni '80, e che la separazione tra gruppi etnici (che qualcuno arrivò a definire una sorta di Apartheid) finì per divenire uno dei principi della politica provinciale.

## Regolamento, strutture, attività della colonia
Il regolamento della colonia era molto rigido e preciso. Infatti i bambini e gli adolescenti, venivano suddivisi per età e sesso. Le tre distinzioni erano: femmine adolescenti, femmine grandi e femmine piccole (stessa cosa per i maschi).
La colonia 12 stelle, da ormai oltre 50 anni ha visto passare nelle sue camerate, nelle sue stanze, sulla sua superficie, migliaia di persone (ogni turno era formato da circa 1000 persone).
La colonia è dotata di piscina, campi da calcio, spiaggia privata, parchi e anfiteatro.
Da ormai molti anni è attiva la "settimana azzurra", che si prefigge l'obbiettivo di abbattere i pregiudizi verso i bambini di altra lingua, infatti i bambini ospitati sono sia tedeschi che italiani, uniti negli stessi gruppi.
Essa è attiva dalla primavera fino alla fine dell'estate anche se non sono mancate però alcune edizioni invernali.